# Sinteza Căușeni
Sinteza Căușeni (rum. Fotbal Club Sinteza Căușeni) – mołdawski klub piłkarski z siedzibą w Căușeni.

## Historia
Drużyna piłkarska Sinteza Căușeni została założona w mieście Căușeni w 1992. W sezonie 1992/1993 debiutował w Divizia A, w której zajął drugie miejsce i zdobył awans do pierwszej ligi. W 1993 debiutował w Wyższej Lidze Mołdawii, ale zajął spadkowe 14. miejsce i spadł z powrotem do Divizia A. Jednak przed startem nowego sezonu klub wycofał się z rozgrywek. Obecnie występuje Divizia B.

## Sukcesy
- 14 miejsce w Divizia Națională: 1993/94
- 1 miejsce w Divizia A: 1992/1993